# Georgios Moraitinis
Georgios Moraitinis (griechisch Γεώργιος Μωραϊτίνης, * 1892 in Ägypten; † unbekannt) war ein griechischer Sportschütze.

## Karriere
Georgios Moraitinis nahm an den Olympischen Spielen 1920 in Antwerpen und 1924 in Paris jeweils in drei Disziplinen teil. Mit dem Freien Gewehr belegte er 1920 im Mannschaftswettbewerb des Dreistellungskampfes den 13. Platz, während er mit der Mannschaft im Wettbewerb mit der Freien Pistole als Vierter knapp einen Medaillengewinn verpasste. In der Mannschaftskonkurrenz mit dem Armeerevolver über 30 m belegte er mit der griechischen Mannschaft, zu der neben ihm noch Alexandros Vrasivanopoulos, Alexandros Theofilakis, Ioannis Theofilakis und Iason Sappas gehörten, hinter der US-amerikanischen und vor der Schweizer Mannschaft den zweiten Platz. Moraitinis war mit 258 Punkten neben Sappas der zweitbeste Schütze der Mannschaft. Vier Jahre darauf kam er mit der Schnellfeuerpistole nicht über den 38. und mit dem Kleinkalibergewehr im liegenden Anschlag nicht über den 58. Platz hinaus. Im Mannschaftswettbewerb mit dem Freien Gewehr über drei Distanzen belegte er den zwölften Rang.